# Joan Fontaine
Joan Fontaine, nome artístico de Joan de Beauvoir de Havilland (Tóquio, 22 de outubro de 1917 — Carmel Highlands, 15 de dezembro de 2013), foi uma atriz britânico-estadunidense, nascida no Japão. Foi a única intérprete que conseguiu levar um Oscar de atuação - melhor atriz principal - por um filme do diretor Alfred Hitchcock, o chamado mestre do suspense, que a dirigiu em Rebecca (1940) e Suspicion (1941), tendo sido este último o que lhe rendeu o prêmio.
Filha mais nova da também atriz Lillian Fontaine, sua irmã mais velha, Olivia de Havilland, tornou-se, tal como a própria Joan se tornaria logo em seguida, uma das mais admiradas estrelas do cinema - ambas são, até os dias de hoje, as únicas irmãs a vencerem um Oscar da Academia de Artes e Ciências Cinematográficas nas categorias de atuação. Em 1999, foi nomeada umas das 500 mais importantes estrelas do cinema americano segundo o American Film Institute.
Por sua contribuição à indústria do cinema, Fontaine possui uma estrela na Calçada da Fama de Hollywood, localizada no número 1645 da Vine Street. Em 26 de maio de 1942 ela deixou o seu autógrafo e a marca de suas mãos e de seus pés na Calçada da Fama, em frente ao Grauman's Chinese Theatre.

## Contexto familiar e primeiros anos de vida
Batizada como Joan de Beauvoir de Havilland, tendo nascido a 22 de outubro de 1917, em Tóquio, no Japão, seus pais eram naturais do Reino Unido. Seu pai, Walter Augustus de Havilland (31 de agosto de 1872 - 23 de maio de 1968), era filho do Reverendo Charles Richard de Havilland, que viera de uma família de Guernsey, nas Ilhas do Canal. Walter graduou-se na Universidade de Cambridge e trabalhou como professor de inglês da Universidade Imperial de Tóquio, antes de se tornar um advogado de patentes com prática no Japão. A mãe de Joan, Lilian Augusta de Havilland (nascida Lilian Augusta Ruse; 11 de junho de 1886 - 20 de fevereiro de 1975), estudou na Academia Real de Artes Dramáticas, em Londres, e se tornou atriz de teatro, deixando a carreira após ir para Tóquio com o marido. Sua mãe voltaria a trabalhar com o nome artístico de Lillian Fontaine na década de 1940.

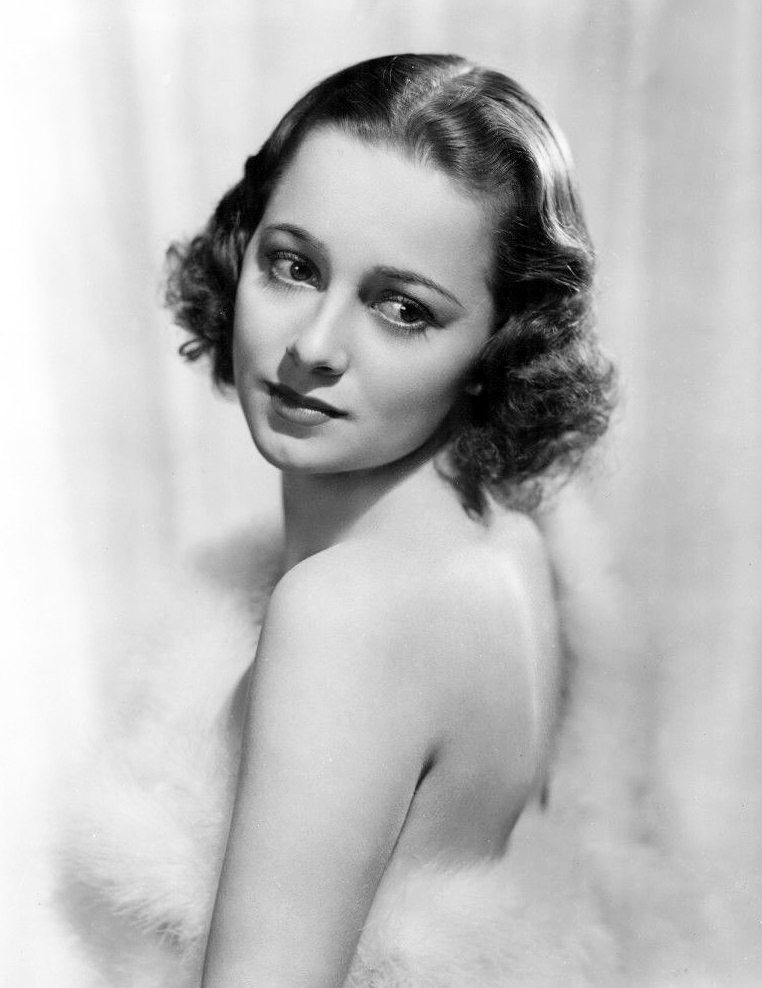
Olivia de Havilland (1916-2020), irmã mais velha de Joan Fontaine, em foto de 1938.

Sua irmã mais velha, Olivia Mary de Havilland (1 de julho de 1916 - 26 de julho de 2020), foi quem primeiro seguiu os passos da mãe ao escolher a profissão de atriz; Fontaine e de Havilland são, até hoje, as únicas atrizes a serem irmãs a terem vencido o Oscar de melhor atriz.

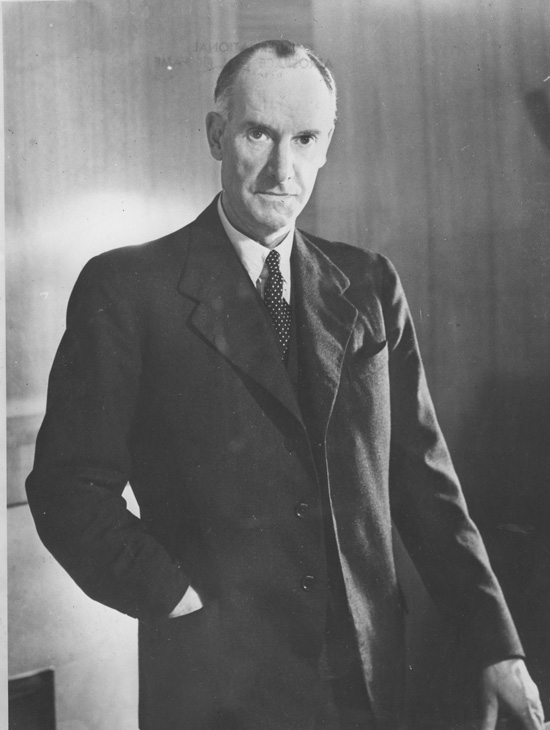
Sir Geoffrey de Havilland (1882 - 1965), pioneiro da aviação britânica, era primo de Joan Fontaine.

Fontaine era prima de Sir Geoffrey de Havilland (27 de julho de 1882 – 21 de maio de 1965), que era filho de um meio-irmão de seu pai. Geoffrey foi pioneiro da aviação britânica e projetista de aeronaves, tendo sido responsável pela criação do avião De Havilland Mosquito, e também fundador da empresa de aviões que levava seu nome.
Sua mãe saíra da Inglaterra para o Japão a fim de visitar um irmão que trabalhava como professor na Universidade de Tóquio; foi quando acabou conhecendo seu pai, então professor na Universidade, com quem se casou em 1914. Mas essa não foi uma feliz união, devido às infidelidades de Walter. Em fevereiro de 1919, Lilian convenceu o marido a levar a família de volta à Inglaterra, pois lá encontrariam um clima mais adequado para a saúde das filhas. A família parou na Califórnia, nos Estados Unidos, para tratar Olivia, com saúde fragilizada devido à uma bronquite. Quando Joan contraiu pneumonia, Lilian decidiu permanecer com as filhas na Califórnia, onde se estabeleceram na cidade de Saratoga, a cerca de 80 km ao sul de San Francisco. Seu pai abandonou a família e voltou para a amante japonesa, que se tornaria a segunda esposa dele. O divórcio de seus pais não foi finalizado até fevereiro de 1925.

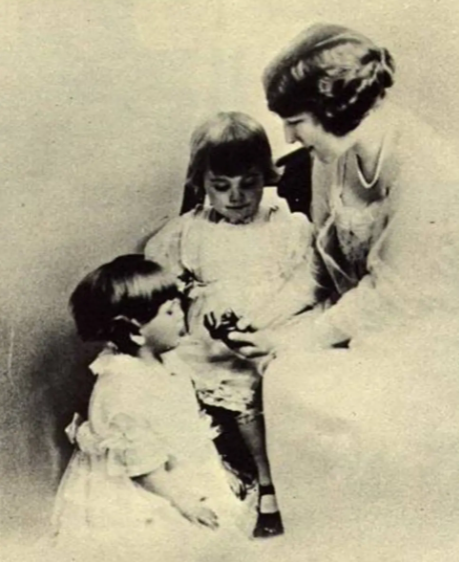
Joan Fontaine (sentada no chão) com sua mãe, Lillian Fontaine, e irmã, Olivia de Havilland (na cadeira), circa 1922.

Embora tivesse abandonado a carreira de atriz, Lilian ensinava as filhas a apreciarem as artes, sempre lendo Shakespeare para as crianças (o próprio nome de Olivia fora escolhido por causa da personagem Lady Olivia, da peça Noite de reis, de Shakespeare), e também ensinando-lhes música e declamação. Em abril de 1925, depois de o divórcio com Walter ter sido finalizado, Lilian casou-se novamente, desta vez com um proprietário de uma loja de departamentos chamado George Milan Fontaine, um homem severo e detestado por ambas as garotas. O sobrenome deste, que fora adotado por Lilian em razão de seu segundo casamento, seria usado por Joan quando, ao virar atriz, decidira criar um nome artístico. A infância de Joan e Olivia seria marcada por desentendimentos entre ambas, desentendimentos estes que por sua vez gerariam uma rivalidade entre as irmãs que se estenderia ao longo de suas vidas.
Joan e Olivia estudaram na Los Gatos High School e na Notre Dame Convent Roman Catholic Girls School em Belmont, Califórnia.
Aos 15 anos ela voltou ao Japão onde viveu com seu pai durante dois anos. Quando voltou aos Estados Unidos, seguiu os passos de sua irmã e começou a aparecer em filmes.

## Carreira

### Início em Hollywood
Ao voltar para os Estados Unidos em setembro de 1934, foi apresentada à atriz May Robson, iniciando a seguir sua carreira com a peça "Kind Lady" e, logo depois, com sua participação em "Call it a Day". Foi durante uma das apresentações dessa peça no Duffy Theatre, em Hollywood, que ela foi vista pelo produtor Jesse Lasky, resultando num contrato para filmes com a RKO Pictures. Sua estreia no cinema ocorreu com uma pequena participação no filme Adeus, senhoras ("No More Ladies", 1935), estrelado por Joan Crawford. Mais tarde ela apareceria na Broadway em "Forty Carats".
Também foi selecionada para aparecer no primeiro filme de Fred Astaire sem Ginger Rogers pela RKO: Cativa e cativante ("A Damsel in Distress", 1937), mas o filme foi um fracasso.
Continuou aparecendo em pequenos papéis numa dúzia de filmes, mas não conseguiu deixar uma forte impressão, e seu contrato não foi renovado quando terminou, em 1939.

### Estrelato
Em uma noite de uma festa na casa de Charlie Chaplin, onde jantava sentada ao lado do produtor David O. Selznick, responsável por E o vento levou, que havia se tornado a maior bilheteria da história do cinema (a própria Joan esteve cogitada para integrar o elenco do filme, mas sua irmã, Olivia de Havilland, foi quem ficou com o papel), ela e Selznick começaram a discutir sobre a novela Rebecca, de Daphne du Maurier, e ele a convidou para fazer um teste para a versão cinematográfica do romance, que no Brasil recebeu o título de Rebecca, a mulher inesquecível. O filme marcou a estreia americana do diretor inglês Alfred Hitchcock. Fontaine enfrentou uma cansativa série de testes para o filme durante 6 meses, junto a centenas de outras atrizes, entre elas Vivien Leigh e Anne Baxter, antes de finalmente ser escolhida para o papel. Em 1940, o filme foi lançado com críticas brilhantes, e, por sua performance, Fontaine foi indicada ao Oscar de melhor atriz, embora não tenha vencido (Ginger Rogers que levou o prêmio naquele ano pela atuação no filme Kitty Foyle).

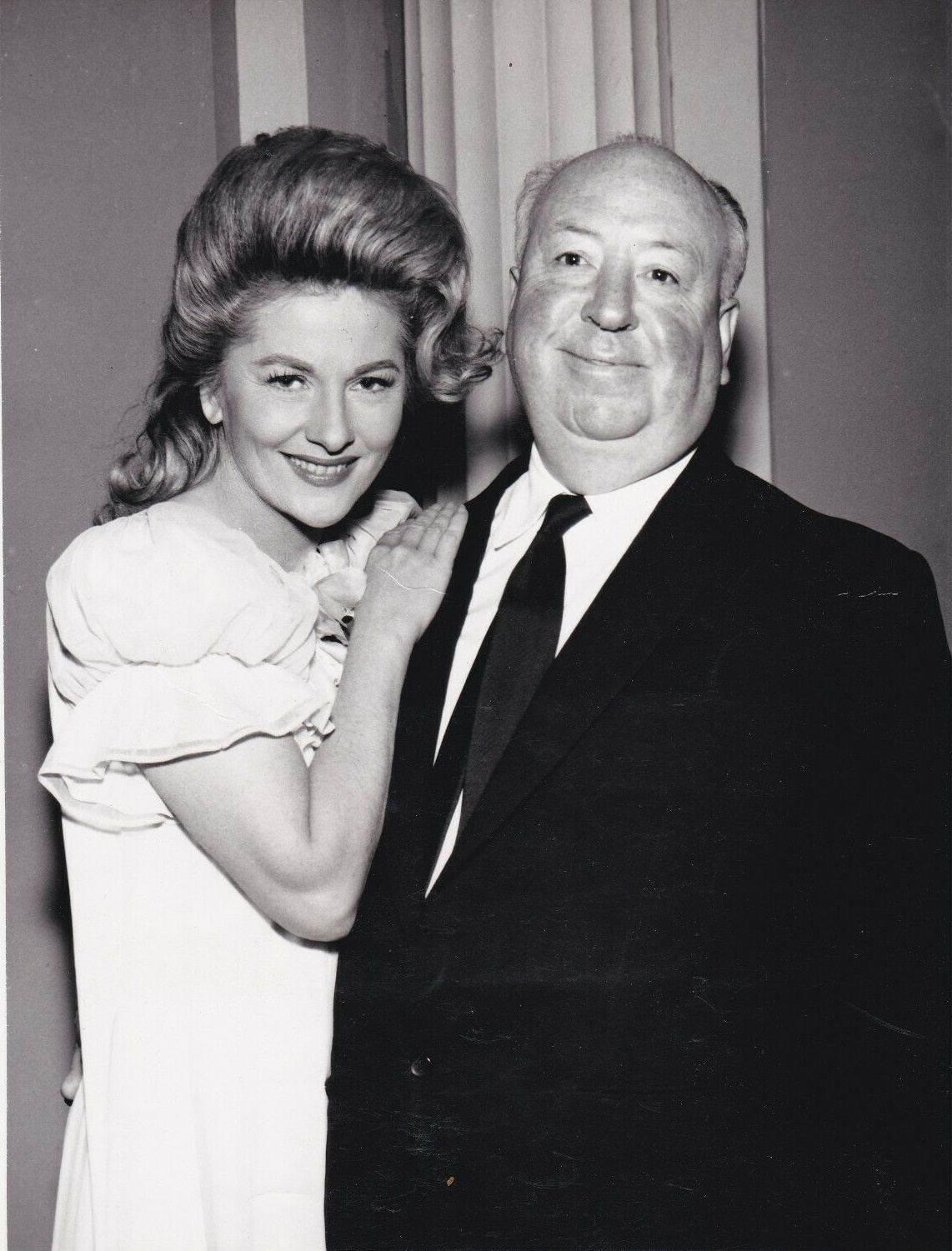
Joan Fontaine e Alfred Hitchcock em 1963

Depois de Rebecca, Fontaine voltou a ser dirigida por Hitchcock no filme Suspeita (1941). Ela tornou-se, junto com Madeleine Carroll, Ingrid Bergman, Grace Kelly, Vera Miles e Tippi Hedren, uma destas únicas que estrelaram mais de um filme do diretor.

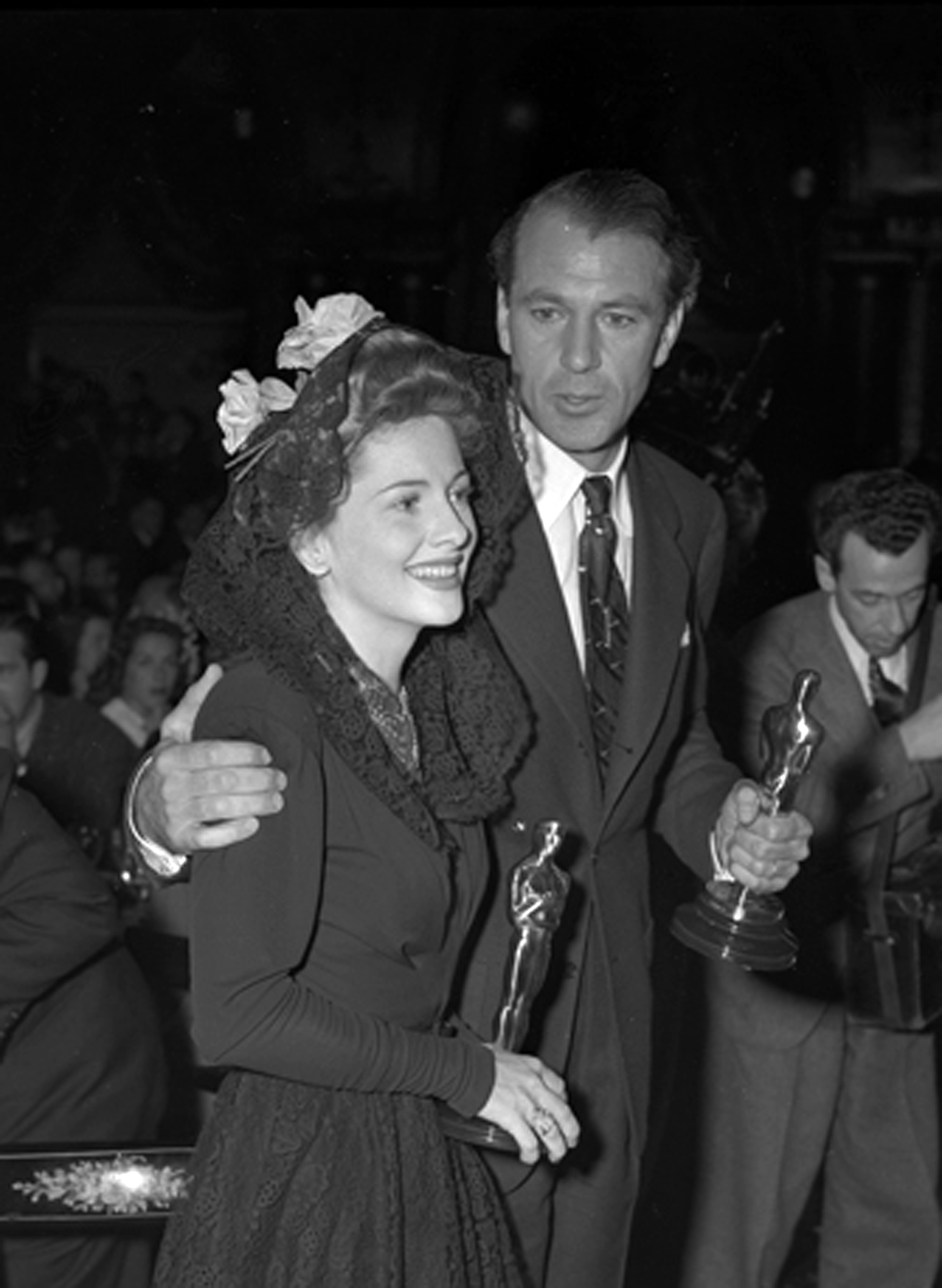
Joan Fontaine e Gary Cooper na noite em que foram premiados, respectivamente, com o Oscar de Melhor atriz e Melhor ator, em 1942.

Pelo desempenho em Suspeita, a atriz foi novamente indicada para o Oscar de melhor atriz, e o ganhou; ela estava concorrendo com sua irmã, indicada pela atuação em "Hold Back the Dawn" (A porta de ouro, no Brasil). O crítico brasileiro de cinema Rubens Ewald Filho avalia a situação da seguinte forma: "Joan Fontaine foi premiada com o Oscar por sua atuação em Suspeita, mas foi uma espécie de prêmio de consolação por ela não ter levado a estatueta pelo papel em Rebecca, do mesmo Alfred Hitchcock, que a tinha transformado em estrela. […] Mas ela realmente funciona em papéis de vítima, como a mulher apaixonada, frágil e desorientada que não sabe como lidar com a suspeita de que o marido (Cary Grant) seja um assassino […]". Fontaine tornou-se o único intérprete a ganhar um Oscar de atuação por um filme dirigido por Alfred Hitchcock. Em 1961, Janet Leigh, num filme de Hitchcock, seria indicada ao Oscar de melhor atriz coadjuvante pela atuação no filme Psycho (1960), mas não o ganharia.
Fontaine e de Havilland são, até os dias de hoje, as únicas atrizes a serem irmãs que foram premiadas com o Oscar. Somente em 1966 outras duas irmãs voltariam a ser indicadas ao mesmo prêmio, na mesma categoria: Vanessa Redgrave e Lynn Redgrave. Vanessa conseguiu arrebatar uma estatueta anos mais tarde, como Melhor Atriz Coadjuvante; Lynn, no entanto, nunca chegou a ganhar o prêmio.
Ao longo da década de 1940 Joan Fontaine continuou a fazer sucesso, destacando-se sobretudo em dramas e romances. Entre seus trabalhos memoráveis durante este tempo também estão De amor também se morre ("The Constant Nymph", 1943), pelo qual recebeu sua terceira e última indicação ao Oscar), Jane Eyre (Idem, 1944), Ivy, a história de uma mulher ("Ivy", 1947), e Carta de uma desconhecida ("Letter from an Unknown Woman", 1948), tendo este último sido em 1992 selecionado para preservação no National Film Registry pela Biblioteca do Congresso dos Estados Unidos como sendo "culturalmente, historicamente, ou esteticamente significante".
No cinema, a atriz contracenou com sua mãe, Lillian Fontaine, em duas ocasiões: em 1947, no filme Ivy, a história de uma mulher, e em 1953, em "The Bigamist" (intitulado O bígamo, no Brasil).

### Após 1950

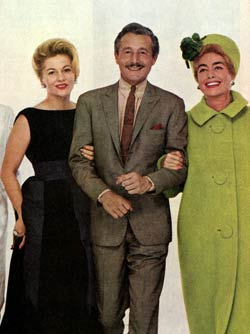
Fontaine ao lado do estilista franco-americano Oleg Cassini e da atriz americana Joan Crawford em 1962.

Em meados dos anos 50, quando seu sucesso no cinema diminuiu um pouco, ela passou a dar mais vez ao teatro e também se voltou para a televisão, onde participou de inúmeros episódios de séries de sucesso. Em 1954, atuou na Broadway, ao lado de Anthony Perkins, na peça Chá e Simpatia, que foi um sucesso e lhe rendeu vários elogios.
Em 1956, ela apareceu com Eduard Franz na antológica série da NBC "The Joseph Cotten Show". Ela apareceu como ela mesma, em 1957, no sitcom da CBS "Mr. Adams and Eve", estrelado por Howard Duff e Ida Lupino.
Nos anos 60, continuou a fazer sucesso na Broadway com diversas peças, entre as quais "Dial M for Murder", "Private Lives", "Cactus Flower" e uma produção austríaca de "The Lion in Winter". Nessa mesma década, começou a investir em frutas cítricas, fazendas de gado, petróleo e imóveis. Ela se tornou presidente da Oakhurst Enterprises, uma Corporação da Califórnia formada para gerir suas diversas empresas. Tirou brevê de piloto, foi campeã de balonismo, fez decoração de interiores como profissional, ganhou prêmio em torneio de pesca e ainda ganhou um título de Cordon Bleu em culinária.
Fontaine fez uma participação na ABC no sitcom "The Bing Crosby Show", na temporada 1964 - 1965. Seu último trabalho no cinema foi no filme Bruxa - a face do demônio ("The Witches", 1966), que também co-produziu. Ela passou a aparecer na TV durante os anos subsequentes, até 1994.
Em 1980, foi nomeada para um Emmy pela atuação na série "Ryan's Hope".
Sua última atuação se deu no filme para a TV O bom Rei Venceslau ("Good King Wenceslas", 1994).

## Vida privada
Fontaine possuía duas cidadanias: era britânica por direito de nascimento, uma vez que ambos os seus pais eram cidadãos britânicos, e americana, por ter oficializada-se cidadã dos Estados Unidos em 15 de abril de 1943.
Sua autobiografia, "No Bed of Roses", foi publicada em 1978.

### Casamentos e filhos
Joan Fontaine casou-se e divorciou-se quatro vezes, com:
- Brian Aherne (1939 - 1945), ator britânico;
- William Dozier (1946 - 1951), ator e produtor de cinema e televisão, com quem teve uma filha, Deborah "Debbie" Leslie Dozier (nascida em 1948);
- Collier Young (1952 - 1961), produtor cinematográfico, ex-marido de Ida Lupino;
- Alfred Wright, Jr. (1964 - 1969), editor de uma revista.

Quando esteve na América do Sul para um festival de cinema em 1951, Fontaine conheceu uma garota peruana de 4 anos de idade chamada Martita, tendo, pouco depois, adotado-a informalmente. Fontaine conheceu Martita enquanto visitava ruínas incas onde o pai da garota trabalhava como guarda. Os pais de Martita permitiram que Joan se tornasse a guardiã legal dela em ordem de dar-lhe uma vida melhor. Fontaine prometeu-lhes que quando Martita completasse 16 anos ela a enviaria de volta ao Peru para visitá-los; contudo, no 16º aniversário de Martita, a garota não quis voltar para rever os seus pais e acabou fugindo. Fontaine, que chegara a comprar o passaporte de Martita para o Peru, abordou a questão enquanto promovia a sua autobiografia em 1978, tendo declarado: "Enquanto a minha filha adotiva não rever os seus pais, ela não será bem-vinda em minha casa. Eu prometi aos pais dela. Eu não perdoo alguém que me faz quebrar a minha palavra."

### Rivalidade com Olivia de Havilland
Das duas irmãs, Olivia de Havilland foi a primeira a se tornar atriz. Quando Joan tentou seguir a mesma profissão, sua mãe, que supostamente favorecia à Olivia, se recusou a deixar Joan usar o mesmo sobrenome que a irmã. Assim Joan se viu obrigada a inventar um nome artístico, tendo em primeiro Joan Burfield e, posteriormente, Joan Fontaine.
Segundo o que conta o biógrafo Charles Higham em sua obra Sisters: The Story of Olivia De Haviland and Joan Fontaine, as irmãs sempre tiveram uma relação difícil, começando na infância, quando Olivia teria rasgado uma roupa de Joan, forçando-a a costurá-la novamente. A rivalidade e o ressentimento entre as irmãs também alegadamente resulta da percepção de Joan em relação ao fato de Olivia ser a filha favorita de sua mãe.

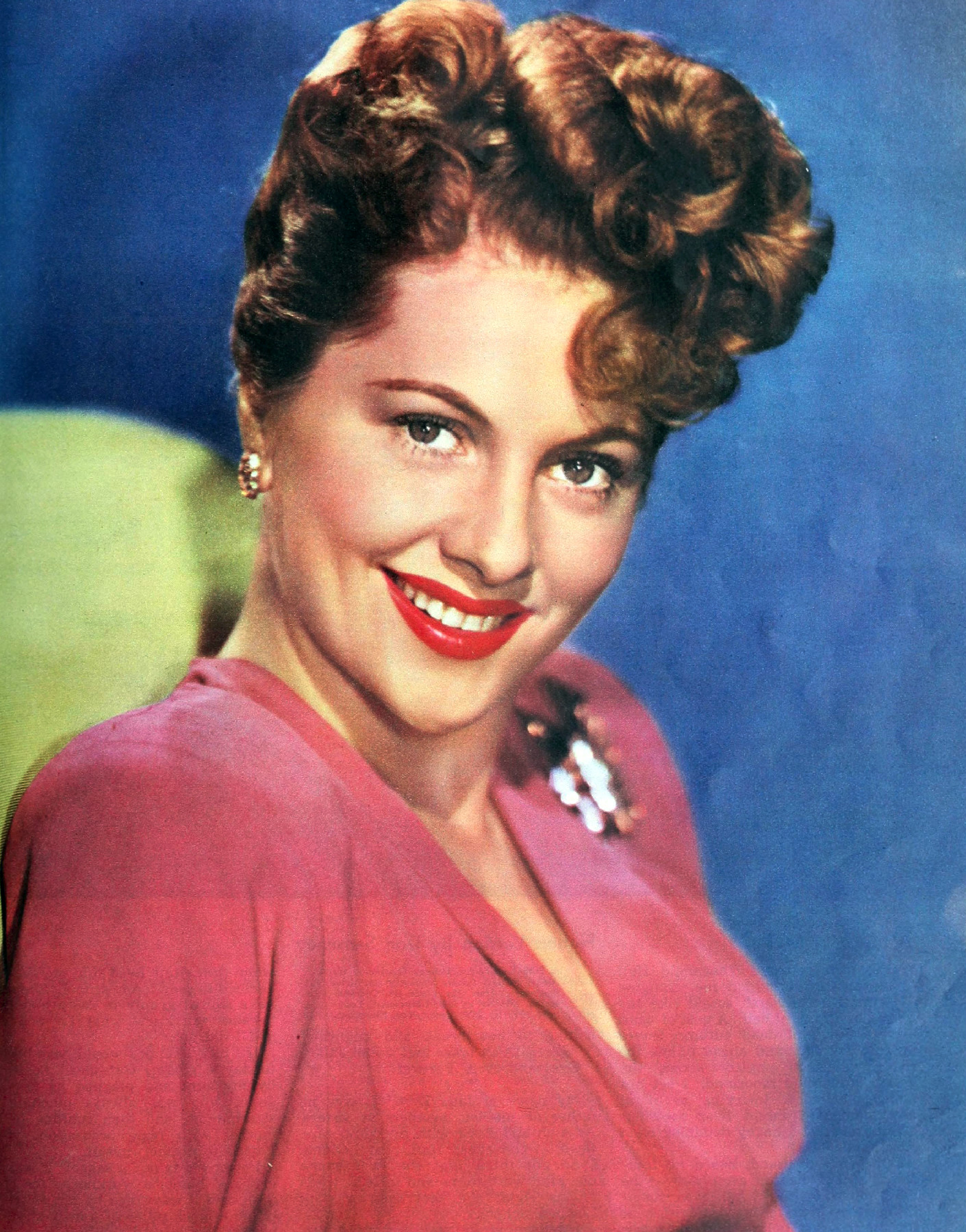
Joan Fontaine em foto de 1943.

Em 1942 as duas irmãs foram nomeadas para o Oscar de melhor atriz. Fontaine foi indicada pela atuação no filme Suspeita ("Suspicion", 1941), de Alfred Hitchcock, e De Havilland foi indicada pela atuação em A porta de ouro ("Hold Back the Dawn", 1941). Fontaine foi quem acabou levando a estatueta. O biógrafo Charles Higham descreveu os eventos da cerimônia de premiação, afirmando que, como Joan avançou empolgada para receber seu prêmio, ela claramente rejeitou as tentativas de Olivia cumprimentá-la, e que Olivia acabou se ofendendo com essa atitude. Higham também afirmou que, depois, Joan sentiu-se culpada pelo que ocorreu na cerimônia de entrega do prêmio. Anos mais tarde, seria a vez de Olivia de Havilland ganhar o prêmio, em 1947, pela atuação no filme Só resta uma lágrima ("To Each His Own", 1946). Segundo o biógrafo, na cerimônia de premiação Joan fez um comentário sobre o então marido de Olivia, que ficou ofendida e não quis receber os cumprimentos de sua irmã por este motivo.
A relação entre as irmãs continuou a deteriorar-se após os dois incidentes. Em 1975, aconteceria algo que faria com que elas deixassem de se falar definitivamente: segundo Joan, Olivia não a convidou para um serviço memorial em homenagem a sua mãe, que havia morrido recentemente. Mais tarde, Olivia afirmou que tentou comunicar a Joan, mas ela se encontrava muito ocupada para atendê-la.
Charles Higham também diz que Joan teve um relacionamento distante com suas próprias filhas, talvez por ter descoberto que elas mantinham um relacionamento secreto com a tia, Olivia.
Ambas as irmãs sempre se recusaram a comentar publicamente sobre a sua rivalidade e relacionamento familiar. Em uma entrevista de 1978, no entanto, Fontaine disse: Casei-me primeiro, ganhei um Oscar antes de Olivia e se eu morresse primeiro, sem dúvida ela ficaria lívida porque eu também teria ganho dela nisso!. Após a morte de Fontaine, De Havilland, de sua casa em Paris, divulgou um comunicado dizendo: "Estou chocada e entristecida, e agradeço por todas as expressões de simpatia e gentileza dos fãs".

## Morte e legado
Joan Fontaine faleceu no domingo 15 de dezembro de 2013 aos 96 anos de idade - ironicamente a data em que E o vento levou ("Gone with the Wind", 1939), filme que imortalizou sua irmã, Olivia de Havilland, no cinema americano, completara 74 anos de estreia. Conforme informou Susan Pfeiffer, assistente da atriz, Fontaine faleceu de causas naturais, enquanto dormia. Segundo a amiga Noel Beutel, Joan faleceu de forma tranquila, em sua casa, depois de algumas semanas em que sua saúde vinha se deteriorando; "ela era uma mulher incrível, tinha um coração enorme, e fará falta" - disse Beutel à Reuters, acrescentando que almoçara com a atriz uma semana antes de sua morte.
Após a notícia da morte da atriz, Nick Higham, da BBC, afirmou que "a jovem Joan Fontaine fora uma das mais atraentes estrelas de Hollywood: bela, estilosa, e uma atriz de verdade".
Tive uma ótima vida, não apenas com a atuação. Competi numa carreira internacional com grandes estrelas, pilotei o meu próprio avião e fiz muitas coisas emocionantes— Fontaine.
Seu corpo foi cremado e as cinzas foram espalhadas no Oceano Pacífico em Carmel-by-the-Sea, Califórnia nos Estados Unidos.
Em 14 de outubro de 2014 foi noticiado que a estatueta do Oscar de melhor atriz concedida a Joan Fontaine iria a leilão. Segundo a a casa de leilões Christie's, que também venderia a propriedade de Fontaine em vários leilões entre novembro de 2014 e janeiro de 2015, a estatueta teria seu valor entre US$ 200 mil e US$ 300 mil, num leilão marcado para o dia 11 de dezembro de 2014, em Nova York. Os rendimentos obtidos com a venda dos bens de Fontaine beneficiariam a Sociedade para a Prevenção da Crueldade contra os Animais em Monterey, no norte da Califórnia, atendendo assim ao desejo da atriz (como se sabe, Fontaine era engajada com projetos em defesa da causa dos animais).
Em 12 de dezembro de 2014, no entanto, a Reuters noticiou que os representantes do espólio de Joan Fontaine retiraram o Oscar ganho pela atriz do tão aguardado leilão depois que a Academia de Artes e Ciências Cinematográficas de Hollywood ameaçou entrar com um processo contra a venda. Estatuetas do Oscar raramente têm ido a leilão porque, desde 1950, a Academia exigiu que seus ganhadores, seus herdeiros ou espólios não vendessem o prêmio sem primeiro oferecê-lo à própria Academia pelo valor de um dólar. Os representantes do espólio da atriz informaram, em um comunicado, que apesar de o Oscar de Joan ter sido concedido bem antes do agora obrigatório acordo a respeito de qualquer venda, a Academia não se comoveu com os pedidos de todos os envolvidos, anunciando que entraria com uma ação legal caso a venda fosse efetuada.

## Filmografia
1935
- Adeus, senhoras ("No More Ladies", filme de estreia; creditada como Joan Burfield);

1937
- "A Million to One";

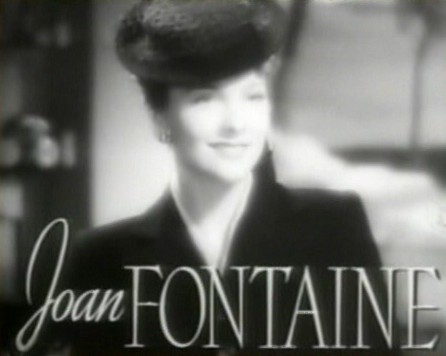
Trailer do filme As mulheres ("The Women", 1939).

- A rua da vaidade ("Quality Street", não-creditada);
- Dolorosa renúncia ("The Man Who Found Himself");
- A sorte não se compra ("You Can't Beat Love");
- Música para Madame ("Music for Madame");
- Cativa e cativante ("A Damsel in Distress");

1938
- A criadinha ("Maid's Night Out");

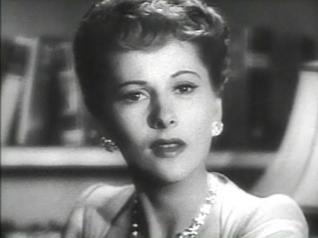
Joan Fontaine no trailer de Suspeita ("Suspicion", 1941).

- Penhor da discórdia ("Blond Cheat");
- Dominando os ares ("Sky Giant");
- O duque de West Point ("The Duke of West Point");

1939
- Gunga Din (Idem);
- A grande conquista ("Man of Conquest");
- As mulheres ("The Women");

1940

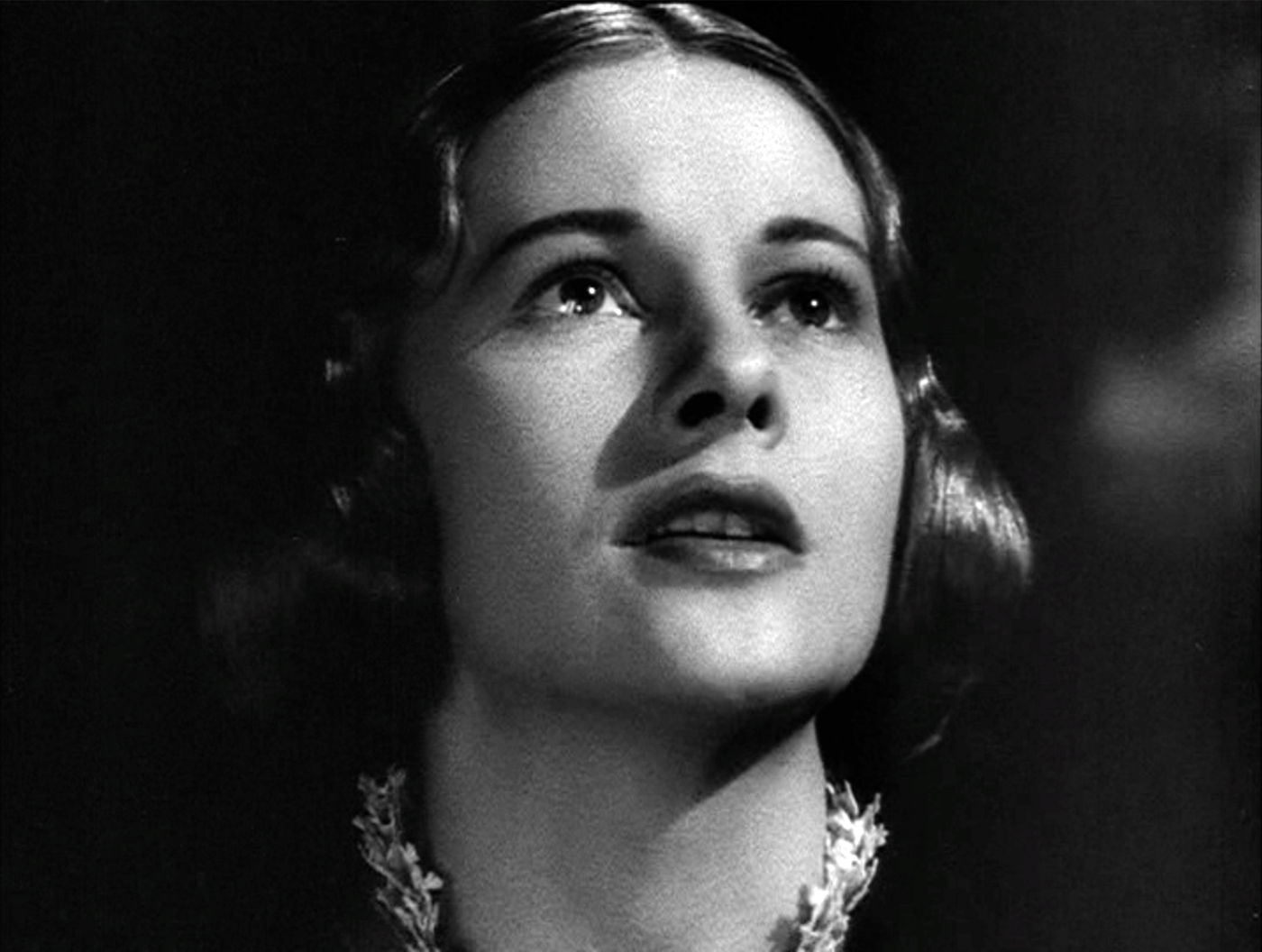
Jane Eyre (1944).

- Rebecca, a mulher inesquecível ("Rebecca");

1941
- Suspeita ("Suspicion");

1942
- Isto acima de tudo ("This Above All");

1943
- De amor também se morre ("The Constant Nymph");

1944
- Jane Eyre (Idem);

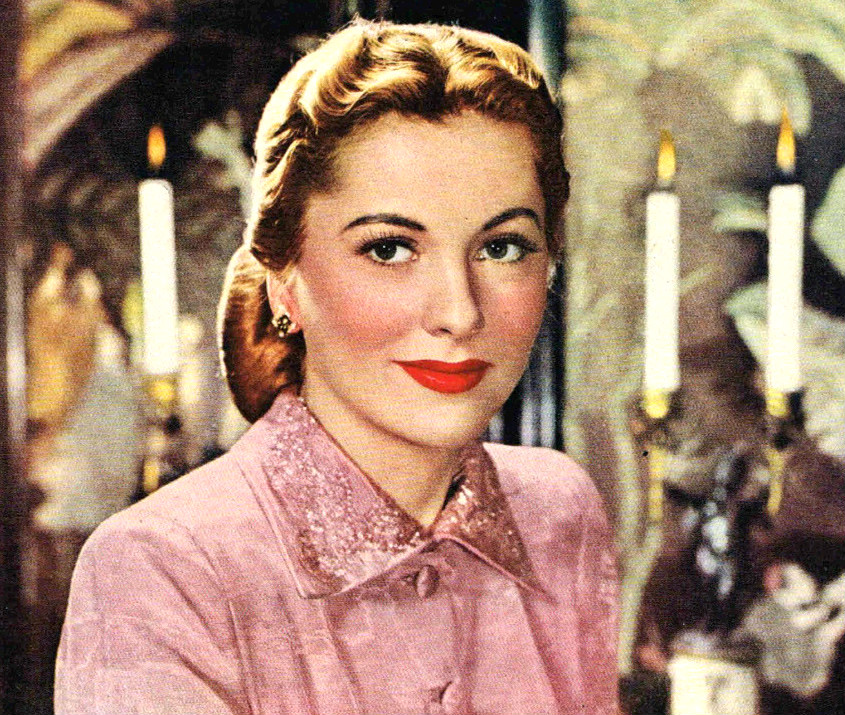
Foto colorizada de uma cena com a atriz em Os amores de Suzana ("The Affairs of Susan", 1945).

- A gaivota negra ("Frenchman's Creek");

1945
- Os amores de Suzana ("The Affairs of Susan");

1946
- Esse encanto irresistível ("From This Day Forward");

1947
- Ivy, a história de uma mulher ("Ivy");

1948

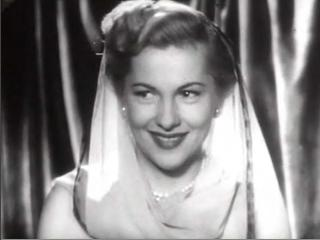
Alma sem pudor ("Born to Be Bad", 1950).

- Carta de uma desconhecida ("Letter from an Unknown Woman");
- A valsa do imperador ("The Emperor Waltz");
- A conquista da felicidade ("You Gotta Stay Happy");
- Amei um assassino ("Kiss the Blood Off My Hands");

1950
- Paraíso proibido ("September Affair");
- Alma sem pudor ("Born to Be Bad");

1951
- A mulher que não pecou ("Darling, How Could You!");

1952

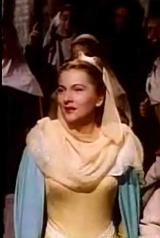
Ivanhoé, o vingador do rei ("Ivanhoe", 1952).

- Na voragem do vício ("Something to Live For");
- Othello (rápida aparição, não-creditada);
- Ivanhoé, o vingador do rei ("Ivanhoe");

1953
- Deliciosas noites de amor ("Decameron Nights");
- Os mistérios de Marrocos ("Flight to Tangier");
- O bígamo ("The Bigamist");

1954
- A grande noite de Casanova ("Casanova's Big Night");

1956
- Serenata ("Serenade");
- Suplício de uma alma ("Beyond a Reasonable Doubt");

1957

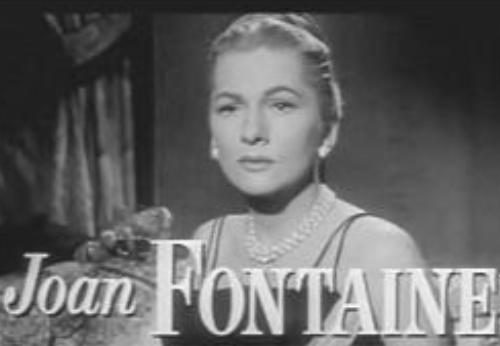
Suplício de uma alma ("Beyond a Reasonable Doubt", 1956).

- Ilha nos trópicos ("Island in the Sun");
- Famintas de amor ("Until They Sail");

1958
- Um certo sorriso ("A Certain Smile");

1961
- Viagem ao fundo do mar ("Voyage to the Bottom of the Sea");

1962
- Suave é a noite ("Tender Is the Night");

1966
- Bruxa - a face do demônio ("The Witches", último trabalho da atriz no cinema);

1978
- O mito de Hollywood ("The Users", telefilme);

1986
- A mansão negra ("Dark Mansions", telefilme);

1994
- O bom Rei Venceslau ("Good King Wenceslas", telefilme, última atuação da atriz).